# Beringen
Pour les articles homonymes, voir Beringen (homonymie).
Beringen (Berringe en limbourgeois) est une ville néerlandophone de Belgique située en Région flamande dans la province de Limbourg. Le charbonnage de Beringen est situé dans cette ville.
Beringen était une des 23 Bonnes Villes de la principauté de Liège.

## Toponymie
- Si vous ne connaissez pas le sujet, laissez ce bandeau (vous pouvez alors contacter les auteurs).
- Si vous supprimez le contenu mis en cause (vous pouvez préalablement contacter les auteurs),

argumentez précisément cette suppression dans la page de discussion
(un manque de référence n'est pas un argument ; une recherche réelle de référence doit avoir été effectuée, être formellement documentée).
Beringen a été mentionné pour la première fois en 1120 comme Ber-ing, c'est-à-dire le lieu de résidence (inga-heim) d'un Bero. Le nom n'a rien à voir avec un ours, comme on peut le voir sur les armoiries de Beringen.
Béringue existe également en français, mais ce nom est peu utilisé.

## Localités et sections de la commune

### Sections
| # | Section  | Superf. (km²) | Habitants (2020) | Habitants par km² | Code INS |
| - | -------- | ------------- | ---------------- | ----------------- | -------- |
| 1 | Beringen | 7,02          | 7.651            | 1.090             | 71004A   |
| 2 | Paal     | 23,57         | 11.920           | 506               | 71004B   |
| 3 | Coursel  | 30,86         | 18.221           | 590               | 71004C   |
| 4 | Beverloo | 16,58         | 8.713            | 526               | 71004D   |

### Localités

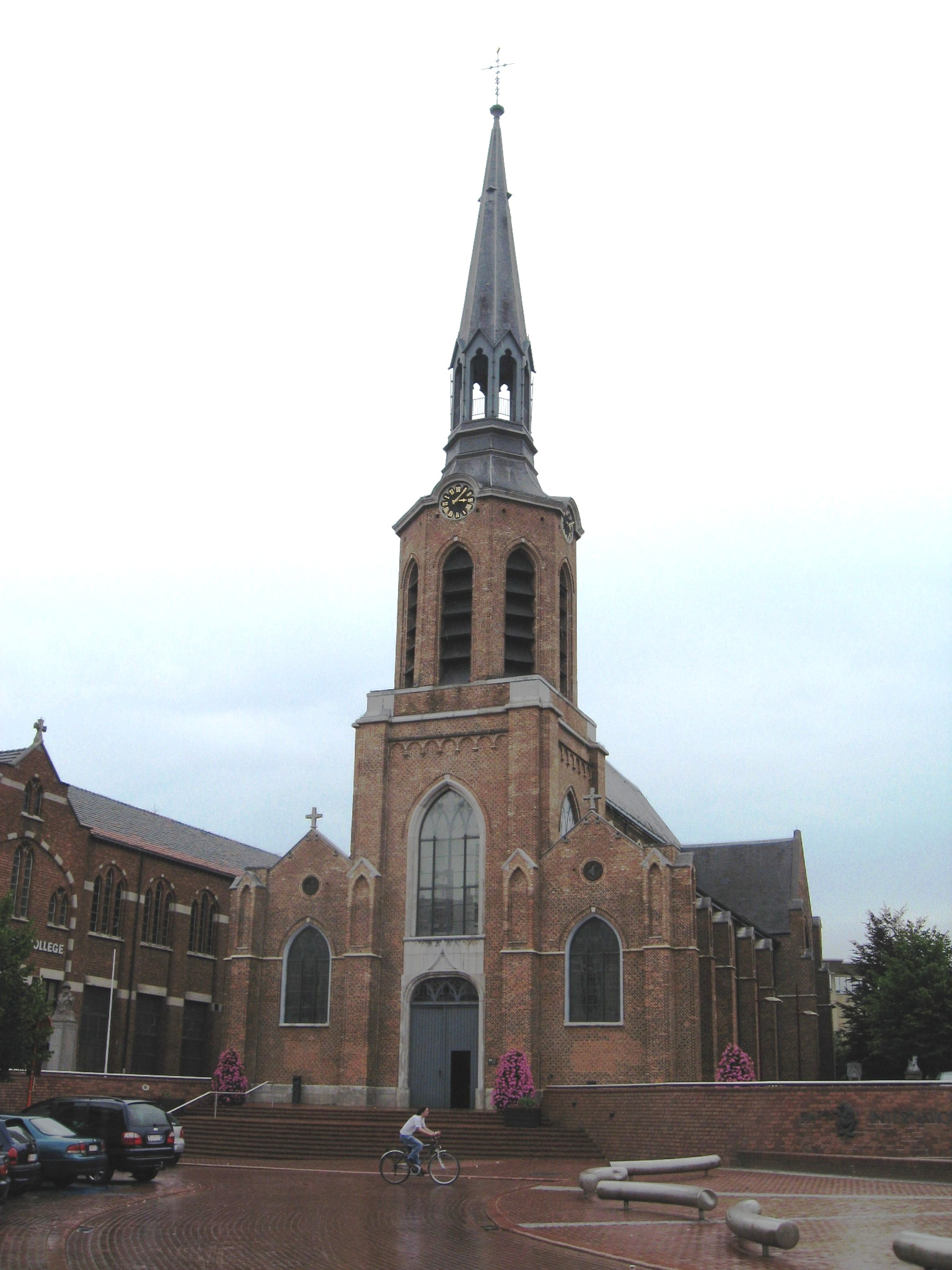
Église Saint-Pierre-aux-Liens

- Paal: Tervant et Brelaar-Heide
- Coursel: Stal
- Beverloo: Korspel

## Héraldique
|  | La commune possède des armoiries qui lui ont été octroyées le 30 mai 1853 et à nouveau le 11 février 1981. Elles montrent l'écu barré des comtes de Loon et un ours en meuble. Dans le nom Beringen on retrouve la racine néerlandaise beer qui se traduit ours en français. Les plus anciens sceaux du XIVe siècle représentent un ours enchaîné à un poteau et un petit écu de Looz. Les derniers sceaux montraient des armoiries avec un ours et un quartier libre avec les armoiries de Looz. Les armoiries actuelles apparaissent au XVIIe siècle. Blasonnement : Parti en 1. 10 barres transversales d'or et de gueules, en 2. d'argent à un ours droit de couleur naturelle avec un anneau de sable au nez. (Traduction libre) - Délibération communale : 11 février 1981 - Arrêté de l'exécutif de la communauté : 13 mars 1981 Source du blasonnement : Heraldy of the World. |

## Démographie

### Évolution démographique: Avant la fusion des communes
- Source: DGS recensements population

### Évolution démographique de la commune fusionnée
En tenant compte des anciennes communes entraînées dans la fusion de communes de 1977, on peut dresser l'évolution suivante :
- Source : DGS - Remarque: 1806 jusqu'à 1981=recensement; depuis 1990=nombre d'habitants chaque 1er janvier[5]